# Безім'янка
Безім'я́нка — село Тузлівської сільської громади, у  Білгород-Дністровському районі Одеської області України Населення становить 359 осіб.
Село розташоване на березі лиману Алібей, який входить до складу Національного природного парку «Тузловські лимани».

## Історія
Назви поселення, що знайдені на історичних картах різного часу:
- 1792 — турецько-татарське поселення Алидей[2].

## Населення
Згідно з переписом УРСР 1989 року чисельність наявного населення села становила 396 осіб, з яких 177 чоловіків та 219 жінок.
За переписом населення України 2001 року в селі мешкало 359 осіб.

### Мова
Розподіл населення за рідною мовою за даними перепису 2001 року:
| Мова       | Відсоток |
| ---------- | -------- |
| українська | 89,69 %  |
| російська  | 5,01 %   |
| молдовська | 4,46 %   |
| болгарська | 0,84 %   |